# Петро Марко
Петро Марко (алб. Petro Marko) — албанський письменник, журналіст, публіцист. Один з найвидатніших діячів албанської культури, новатор албанської літературної традиції.

## Біографія
Петро Марко народився 25 листопада 1913 року у Дермі.
По закінченню у 1924 році початкової школи, продовжив навчання у комерційній школі у Вльорі, яку закінчив у 1932 році. До того ж часу належать його перші вірші та коротка проза.
Потому деякий час працював вчителем у Дермі та в районі Дропуллі, розпочавши також й письменницьку та журналістську діяльність. Статті П. Марко з критикою соціальної, культурної та економічної політики уряду були опубліковані у газеті «Час». Згодом його статті з критикою фашизму з'явилися у журналі «АВС».
У 1936 році П. Марко приєднався до інтернаціональної бригади «Гарібальді» та взяв участь у громадянській війні в Іспанії.
Після розформування інтербригад, переїхав до Франції, де проводив агітаційну роботу серед студентів.
По окупації Албанії Італією, повернувся на батьківщину та був учасником партизанського руху.
У 1941 році П. Марко був заарештований та ув'язнений в італійській тюрмі, звідки звільнений після капітуляції Італії.
У 1944 році повернувся до Албанії та з 1945 по 1947 рік працював редактором газети «Союз».
У 1947 році був заарештований як «англо-американський агент»; звільнений у 1950 році.
З 1957 року працював вчителем у технічній школі, займаючись письменницькою діяльністю.
Творчості П. Марко притаманний реалізм, досконалість композицій та складність персонажів. Його твори були затребувані читачами, але засуджені комуністичною владою Албанії. У 1973 році був виключений зі Спілки письменників та позбавлений прав на подальші публікації.
Надалі П. Марко проживав у Тирані.
Помер 27 грудня 1991 року. Похований у Дермі.

## Вибрані твори

### Романи
- «До зустрічі», 1958;
- «Останнє місто», 1960;
- «Одна ніч і два світанки», 1963;
- «Ім'я на чотирьох вулицях», 1972[5];
- «Ніч Устіки», 1989.

### Автобіографічні твори
«Інтерв'ю із собою», 1977, опублікований у 2000 році.

## Цитати
«У житті можуть бути президенти та колишні президенти, прем'єр-міністри та колишні прем'єр-міністри, але ніколи не може бути колишніх письменників».

## Вшанування пам'яті
В 2003 році посмертно нагороджений орденом «Честь нації».